# پناهگاه صخره‌ای ۱ حسین‌آباد
پناهگاه صخره‌ای ۱ حسین‌آباد مربوط به دوران پارینه‌سنگی جدیدی - دوران فرادیرینه‌ سنگی است و در شهرستان هرسین، بخش بیستون، دهستان چمچمال، ۶۰۰ متری جنوب غرب روستای حسین‌آباد درتنگ واقع شده و این اثر در تاریخ ۲۶ اسفند ۱۳۸۷ با شمارهٔ ثبت ۲۵۶۸۸ به‌عنوان یکی از آثار ملی ایران به ثبت رسیده است.